# Flugplatz Dachau-Gröbenried

i7
i11
i13
Der Flugplatz Dachau-Gröbenried (ICAO-Code: EDMD) ist ein Sonderlandeplatz nordwestlich von München innerhalb der Gemeinde Bergkirchen gelegen. Er ist für Motorsegler, Segelflugzeuge, Ultraleichtflugzeuge und Motorflugzeuge (SEP/MEP) bis zu einem Maximalgewicht von 2000 kg zugelassen und wurde für Werksflüge, welche im Zusammenhang mit dem ehemaligen Betreiber – der Scheibe-Flugzeugbau GmbH – standen, verwendet.
Aktuell befindet sich der Flugplatz im Besitz des Aero-Club Dachau e. V.  Es findet Flugbetrieb an Samstagen, Sonntagen und Feiertagen statt.

## Geschichte
Im Rahmen der Suche nach einem neuen Standort für den Flughafen München-Riem war auch das Gelände dieses Flugplatzes im Gespräch, v. a. auch da der neue Flughafen dann sehr verkehrsgünstig in der Nähe zur Autobahn A 8 Richtung Augsburg gelegen hätte.